# Hai, Kremeneț
Hai (în ucraineană Гаі) este localitatea de reședință a comunei Hai din raionul Kremeneț, regiunea Ternopil, Ucraina.

## Demografie
Componența lingvistică a localității Hai
     Ucraineană (99,46%)
     Alte limbi (0,54%)
Conform recensământului din 2001, majoritatea populației localității Hai era vorbitoare de ucraineană (99,46%), existând în minoritate și vorbitori de alte limbi.